# Vuelta a España 1981
36. ročník cyklistického závodu Vuelta a España se konal mezi 21. dubnem a 10. květnem 1981. Závod dlouhý 3446 km vyhrál Ital Giovanni Battaglin z týmu Inoxpran. Na druhém a třetím místě se umístili Španělé Pedro Muñoz (Zor–Helios–Novostil) a Vicente Belda (Kelme–Gios).
Régis Clère vyhrál prolog závodu a stal se prvním lídrem celkového pořadí. Svou pozici si udržel až do horské časovky na velmi dlouhém stoupání do Sierry Nevady. Tu vyhrál Giovanni Battaglin a stal se novým lídrem závodu. Jedinou hrozbou pro Battaglinovo vedení byl Pedro Muñoz. Ze závodu v průběhu odstoupil celý tým Teka–Campagnolo včetně favoritů na vítězství Marina Lejarrety a Alberta Fernándeze. Battaglin a jeho tým Inoxpran ustálí tlak španělských soupeřů a společně získali první Battaglinovo vítězství na Grand Tours. O tři dny později po Battaglinově vítězství ve Španělsku nastoupil na start Gira d'Italia, které také vyhrál. Stal se tak teprve druhým jezdcem v historii, který v jedné sezóně vyhrál Giro i Vueltu po Eddym Merckxovi.

## Týmy
Závodu se zúčastnilo celkem 8 týmů. Každý tým přijel s 10 jezdci, na start úvodního prologu v Santanderu nastoupilo celkem 80 jezdců. Do cíle v Madridu dojelo 55 závodníků.
Týmy, které se zúčastnily závodu, byly:
- Zor–Helios–Novostil
- Colchón CR
- Inoxpran
- Kelme–Gios
- Teka–Campagnolo
- HB Alarmsystemen
- Reynolds
- Miko–Mercier
- Manzaneque

## Trasa a etapy
| Etapa | Datum         | Trasa                               | Vzdálenost | Typ     | Typ                  | Vítěz                         |
| ----- | ------------- | ----------------------------------- | ---------- | ------- | -------------------- | ----------------------------- |
| P     | 21. dubna     | Santander – Santander               | 6,3 km     |         | Individuální časovka | Régis Clère (FRA)             |
| 1     | 22. dubna     | Santander – Avilés                  | 221 km     |         |                      | Guido Bontempi (ITA)          |
| 2     | 23. dubna     | Avilés – León                       | 159 km     |         |                      | Alfredo Chinetti (ITA)        |
| 3     | 24. dubna     | León – Salamanca                    | 195 km     |         |                      | Guido Bontempi (ITA)          |
| 4     | 25. dubna     | Salamanca – Cáceres                 | 206 km     |         |                      | Celestino Prieto (ESP)        |
| 5     | 26. dubna     | Cáceres – Mérida                    | 152 km     |         |                      | Heddie Nieuwdorp (NED)        |
| 6     | 27. dubna     | Mérida – Seville                    | 199 km     |         |                      | Jos Lammertink (NED)          |
| 7     | 28. dubna     | Écija – Jaén                        | 181 km     |         |                      | Juan Fernández (ESP)          |
| 8a    | 29. dubna     | Jaén – Granada                      | 100 km     |         |                      | José María Yurrebaso (ESP)    |
| 8b    | 29. dubna     | Granada – Sierra Nevada             | 30,5 km    |         | Horská časovka       | Giovanni Battaglin (ITA)      |
| 9     | 30. dubna     | Baza – Murcia                       | 204 km     |         |                      | Imanol Murga (ESP)            |
| 10    | 1. května     | Murcia – Almussafes                 | 223 km     |         |                      | Kim Andersen (DEN)            |
| 11    | 2. května     | Almussafes – Peñíscola              | 193 km     |         |                      | Jesús Suárez Cueva (ESP)      |
| 12    | 3. května     | Peñíscola – Esparreguera            | 217 km     |         |                      | Frédéric Vichot (FRA)         |
| 13    | 4. května     | Esparreguera – Rasos de Peguera     | 187 km     |         |                      | Vicente Belda (ESP)           |
| 14    | 5. května     | Gironella – Balaguer                | 197 km     |         |                      | José Luis López Cerrón (ESP)  |
| 15a   | 6. května     | Balaguer – Alfajarín                | 146 km     |         |                      | Pedro Muñoz (ESP)             |
| 15b   | 6. května     | Zaragoza – Zaragoza                 | 11,3 km    |         | Individuální časovka | Régis Clère (FRA)             |
| 16    | 7. května     | Calatayud – Torrejón de Ardoz       | 209 km     |         |                      | Álvaro Pino (ESP)             |
| 17    | 8. května     | Torrejón de Ardoz – Segovia         | 150 km     |         |                      | Miguel María Lasa (ESP)       |
| 18    | 9. května     | Segovia – Los Ángeles de San Rafael | 175 km     |         |                      | Ángel Arroyo (ESP)            |
| 19    | 10. května    | Madrid – Madrid                     | 84 km      |         |                      | Francisco Javier Cedena (ESP) |
|       | Celková délka | Celková délka                       | 3446 km    | 3446 km | 3446 km              | 3446 km                       |

## Průběžné pořadí
| Etapa          | Vítěz                   | Celkové pořadí     | Bodovací soutěž         | Vrchařská soutěž | Sprinterská soutěž | Soutěž týmů         |
| -------------- | ----------------------- | ------------------ | ----------------------- | ---------------- | ------------------ | ------------------- |
| P              | Régis Clère             | Régis Clère        | Régis Clère             | neuděleno        | neuděleno          | Inoxpran            |
| 1              | Guido Bontempi          | Régis Clère        | Régis Clère             | José Luis Laguía | Hans Vonk          | Inoxpran            |
| 2              | Alfredo Chinetti        | Régis Clère        | Francisco Javier Cedena | José Luis Laguía | Hans Vonk          | Inoxpran            |
| 3              | Guido Bontempi          | Régis Clère        | Francisco Javier Cedena | José Luis Laguía | Hans Vonk          | Inoxpran            |
| 4              | Celestino Prieto        | Régis Clère        | Francisco Javier Cedena | José Luis Laguía | Hans Vonk          | Inoxpran            |
| 5              | Heddie Nieuwdorp        | Régis Clère        | Francisco Javier Cedena | José Luis Laguía | Hans Vonk          | Inoxpran            |
| 6              | Jos Lammertink          | Régis Clère        | Francisco Javier Cedena | José Luis Laguía | Hans Vonk          | Inoxpran            |
| 7              | Juan Fernández          | Régis Clère        | Francisco Javier Cedena | José Luis Laguía | Hans Vonk          | Inoxpran            |
| 8a             | José María Yurrebaso    | Régis Clère        | Francisco Javier Cedena | José Luis Laguía | Hans Vonk          | Inoxpran            |
| 8b             | Giovanni Battaglin      | Giovanni Battaglin | Francisco Javier Cedena | José Luis Laguía | Hans Vonk          | Inoxpran            |
| 9              | Imanol Murga            | Giovanni Battaglin | Francisco Javier Cedena | José Luis Laguía | Hans Vonk          | Inoxpran            |
| 10             | Kim Andersen            | Giovanni Battaglin | Francisco Javier Cedena | José Luis Laguía | Hans Vonk          | Inoxpran            |
| 11             | Jesús Suárez Cueva      | Giovanni Battaglin | Francisco Javier Cedena | José Luis Laguía | Hans Vonk          | Inoxpran            |
| 12             | Frédéric Vichot         | Giovanni Battaglin | Francisco Javier Cedena | José Luis Laguía | Hans Vonk          | Inoxpran            |
| 13             | Vicente Belda           | Giovanni Battaglin | Francisco Javier Cedena | José Luis Laguía | Hans Vonk          | Inoxpran            |
| 14             | José Luis López Cerrón  | Giovanni Battaglin | Francisco Javier Cedena | José Luis Laguía | Miguel Acha        | Zor–Helios–Novostil |
| 15a            | Pedro Muñoz Machín      | Giovanni Battaglin | Francisco Javier Cedena | José Luis Laguía | Hugues Grondin     | Zor–Helios–Novostil |
| 15b            | Régis Clère             | Giovanni Battaglin | Juan Fernández          | José Luis Laguía | Hugues Grondin     | Zor–Helios–Novostil |
| 16             | Álvaro Pino             | Giovanni Battaglin | Francisco Javier Cedena | José Luis Laguía | Hugues Grondin     | Zor–Helios–Novostil |
| 17             | Miguel María Lasa       | Giovanni Battaglin | Francisco Javier Cedena | José Luis Laguía | Hugues Grondin     | Zor–Helios–Novostil |
| 18             | Ángel Arroyo            | Giovanni Battaglin | Francisco Javier Cedena | José Luis Laguía | Hugues Grondin     | Zor–Helios–Novostil |
| 19             | Francisco Javier Cedena | Giovanni Battaglin | Francisco Javier Cedena | José Luis Laguía | Hugues Grondin     | Zor–Helios–Novostil |
| Konečné pořadí | Konečné pořadí          | Giovanni Battaglin | Francisco Javier Cedena | José Luís Laguía | Hugues Grondin     | Zor–Helios–Novostil |

## Konečné pořadí

### Celkové pořadí
| Pořadí | Jezdec                   | Tým                 | Čas         |
| ------ | ------------------------ | ------------------- | ----------- |
| 1      | Giovanni Battaglin (ITA) | Inoxpran            | 98h 04' 49" |
| 2      | Pedro Muñoz (ESP)        | Zor–Helios–Novostil | + 2' 09"    |
| 3      | Vicente Belda (ESP)      | Kelme–Gios          | + 2' 29"    |
| 4      | Jorgen Marcussen (DEN)   | Inoxpran            | + 3' 33"    |
| 5      | Antonio Coll (ESP)       | Colchón CR          | + 4' 26"    |
| 6      | Ángel Arroyo (ESP)       | Zor–Helios–Novostil | + 4' 30"    |
| 7      | José Luis Laguía (ESP)   | Reynolds            | + 6' 05"    |
| 8      | Faustino Rupérez (ESP)   | Zor–Helios–Novostil | + 7' 09"    |
| 9      | Régis Clère (FRA)        | Miko–Mercier        | + 7' 23"    |
| 10     | Miguel María Lasa (ESP)  | Zor–Helios–Novostil | + 10' 54"   |

| Konečné pořadí (11–25) | Konečné pořadí (11–25)         | Konečné pořadí (11–25) | Konečné pořadí (11–25) |
| ---------------------- | ------------------------------ | ---------------------- | ---------------------- |
| 11                     | Eduardo Chozas (ESP)           | Zor–Helios–Novostil    | + 12' 48"              |
| 12                     | Luciano Loro (ITA)             | Inoxpran               | + 13' 49"              |
| 13                     | José Antonio Cabrero (ESP)     | Zor–Helios–Novostil    | + 16' 17"              |
| 14                     | Alfonso Dal Pian (ITA)         | Inoxpran               | + 17' 17"              |
| 15                     | Peter Zijerveld (NED)          | HB Alarmsystemen       | + 19' 55"              |
| 16                     | Ángel De Las Heras (ESP)       | Manzaneque             | + 22' 32"              |
| 17                     | Enrique Martínez Heredia (ESP) | Colchón CR             | + 26' 16"              |
| 18                     | Juan Pujol Pages (ESP)         | Colchón CR             | + 27' 36"              |
| 19                     | Francisco Javier Cedena (ESP)  | Colchón CR             | + 29' 46"              |
| 20                     | Guillermo De La Pena (ESP)     | Zor–Helios–Novostil    | + 30' 36"              |
| 21                     | Frédéric Vichot (FRA)          | Miko–Mercier           | + 31' 54"              |
| 22                     | Álvaro Pino (ESP)              | Colchón CR             | + 33' 24"              |
| 23                     | José Luis López Cerrón (ESP)   | Zor–Helios–Novostil    | + 36' 30"              |
| 24                     | Amilcare Sgalbazzi (ITA)       | Inoxpran               | + 37' 49"              |
| 25                     | Anastasio Greciano (ESP)       | Reynolds               | + 44' 44"              |

### Bodovací soutěž
| Pořadí | Jezdec                        | Tým                 | Body |
| ------ | ----------------------------- | ------------------- | ---- |
| 1      | Francisco Javier Cedena (ESP) | Colchón CR          | 211  |
| 2      | Jesús Suárez Cueva (ESP)      | Kelme–Gios          | 137  |
| 3      | Miguel Maria Lasa (ESP)       | Zor–Helios–Novostil | 134  |

### Vrchařská soutěž
| Pořadí | Jezdec                       | Tým                 | Body |
| ------ | ---------------------------- | ------------------- | ---- |
| 1      | José Luis Laguia (ESP)       | Reynolds            | 144  |
| 2      | Vicente Belda (ESP)          | Kelme–Gios          | 98   |
| 3      | José Luis López Cerrón (ESP) | Zor–Helios–Novostil | 69   |
| 4      | Giovanni Battaglin (ITA)     | Inoxpran            | 60   |
| 5      | Pedro Muñoz (ESP)            | Zor–Helios–Novostil | 57   |

### Sprinterská soutěž
| Pořadí | Jezdec                   | Tým        | Body |
| ------ | ------------------------ | ---------- | ---- |
| 1      | Hugues Grondin (FRA)     | Manzaneque | 21   |
| 2      | Miguel Acha (ESP)        | Reynolds   | 12   |
| 3      | Jesús Suárez Cueva (ESP) | Kelme–Gios | 10   |

### Soutěž týmů
| Pořadí | Tým                 | Čas          |
| ------ | ------------------- | ------------ |
| 1      | Zor–Helios–Novostil | 294h 09' 15" |
| 2      | Inoxpran            | + 17' 14"    |
| 3      | Colchón CR          | + 43' 04"    |
| 4      | Kelme–Gios          | + 1h 05' 01" |
| 5      | Miko–Mercier        | + 1h 19' 31" |
| 6      | Reynolds            | + 1h 48' 41" |
| 7      | HB Alarmsystemen    | + 2h 06' 31" |
| 8      | Manzaneque          | + 2h 30' 41" |